# کاملیا لیچوینکو
کاملیا لیچوینکو (انگلیسی: Kamila Lićwinko؛ زادهٔ ۲۲ مارس ۱۹۸۶) ورزشکار پرش ارتفاع اهل لهستان است.
وی در مسابقات بین‌المللی در مجموع برندهٔ ۲ مدال طلا، ۱ مدال نقره، ۵ مدال برنز شده‌است.